# Södra barnbördshuset

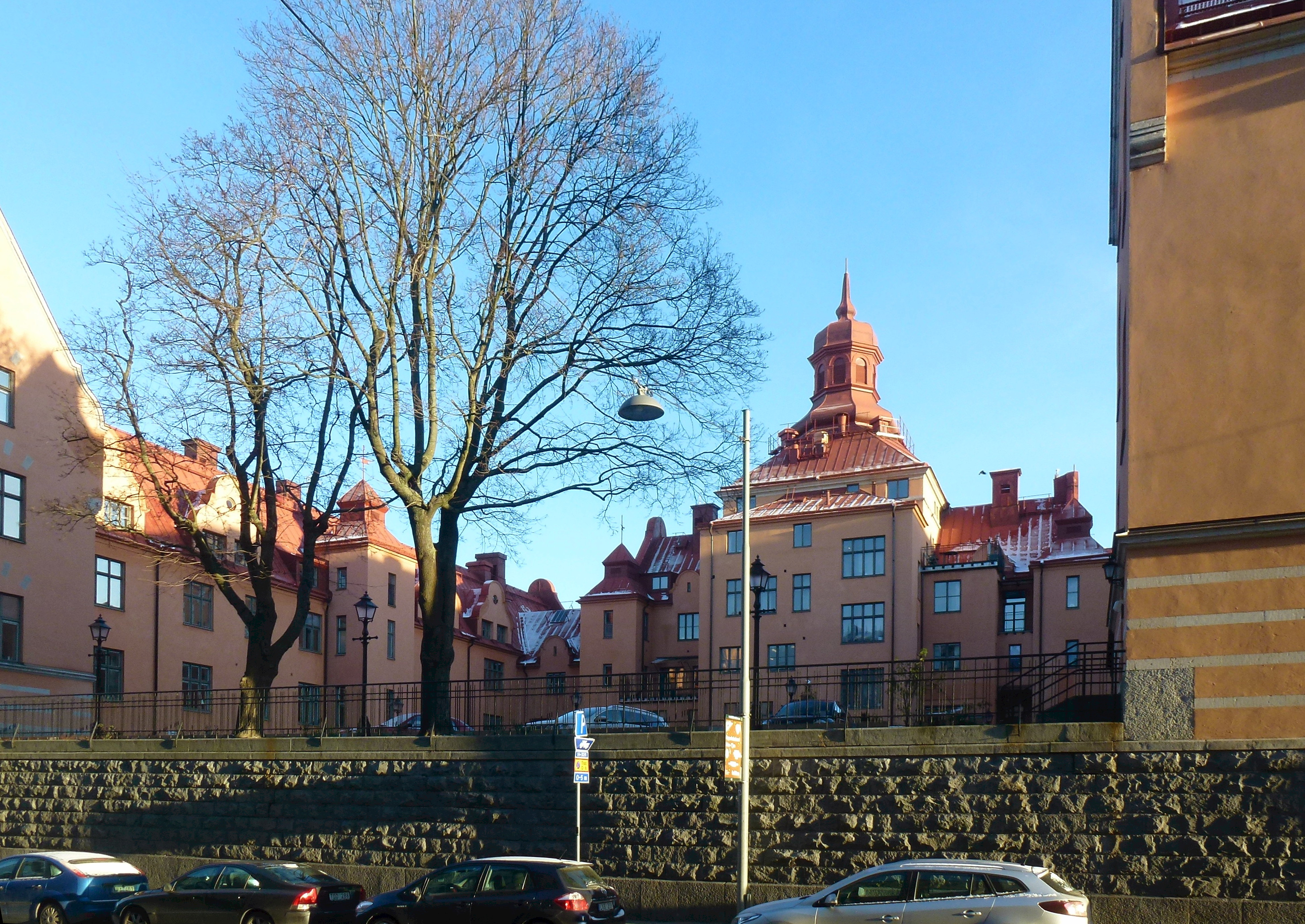
Före detta Södra barnbördshuset sett från Rosenlundsgatan, 2014.

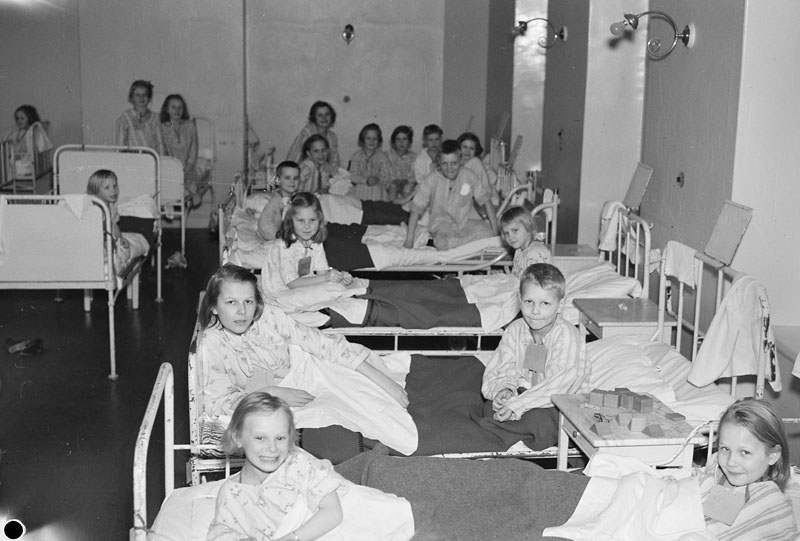
Södra barnbördshuset - Maria Sjukhus 1944. Sovsal för finska krigsbarn, två och två i varje säng

Södra barnbördshuset eller Södra BB, Stockholms stads förlossningsanstalt, var beläget på Södermalm med adress Wollmar Yxkullsgatan 27 / Rosenlundsgatan 15. Idag tillhör byggnaden Maria beroendecentrum, och är i sin helhet använt av Stockholms Centrum för Ätstörningar.
I Stockholm hade ända sedan 1775 funnits en statens förlossningsanstalt, upprättad för utbildning av läkare och barnmorskor i obstetrik, Allmänna barnbördshuset. Enär i den förantiseptiska tiden svåra barnsängsfeberepidemier ofta härjade på detta, tvingades man tidvis fullständigt stänga detsamma och anordna provisoriska lokaler för barnaföderskorna. År 1841 inrättades sådana på församlingarnas fattighus, och 1850 upprättades av samma anledning för första gången genom huvudstadens myndigheter ett tillfälligt barnbördshus i förhyrd lokal på Södermalm. År 1864 måste ånyo under tre månader en dylik anstalt öppnas, och följande år togs den åter i bruk. Till följd av stadens tillväxt och det därmed ökade behovet av anstaltsplatser för barnaföderskor kom den därefter att förbli i beständig användning under namn av Provisoriska barnbördshuset. År 1871 flyttade detta till en byggnad tillhörig Maria sjukhus som 1881 erhöll namnet Södra barnbördshuset, där det förblev, tills en helt ny anstalt 1903-07 uppförts efter ritningar av arkitekten Ernst Stenhammar, vilken blev den för sin tid största förlossningsanstalten i Sverige.
När Provisoriska barnbördshuset kom till, överflyttades dit från Allmänna barnbördshuset barnmorskeundervisningen, och barnmorskeläraren, vars befattning 1849 av riksdagen uppfördes på stat och skildes från professuren i obstetrik vid Karolinska institutet, svarade för läkarvården. Genom fortsatt överenskommelse mellan staten och staden, bedrevs barnmorskeundervisningen i Stockholm vid Södra barnbördshuset fram till 1944, då denna verksamhet flyttade till Södersjukhusets kvinnoklinik. Huvuddelen av verksamheten fortsatte dock fram till 1969, då denna flyttades till kvinnokliniken vid Nacka sjukhus.
Södra barnbördshuset tillhörde Maria Magdalena församling.

## Spökerier
Södra BB var ett tag även känd för sina spökerier. På tredje våningen finns de rum som på gamla Södra BB:s tid kallades avdelning 7. Avdelningen låg isolerad från resten av sjukhuset. På 1940-talet började spekulationer om avdelning 7 att cirkulera. En Sophiasyster i högtidsdräkt hade visat sig i salarna 2 och 3. Fram till 1930-talet hade dessa rum utgjort en tjänstebostad. Bakgrunden till spökerierna ansågs vara ett självmord.